# Trictenotomidae
Trictenotomidae je čeleď brouků z nadčeledi Tenebrionoidea.

## Taxonomie
- rod Autocrates Thomson, 1860
  - Autocrates aeneus (Parry, 1847)
  - Autocrates oberthueri Vuillet, 1910
  - Autocrates vitalisi Vuillet, 1912
- rod Trictenotoma Gray, 1832
  - Trictenotoma childreni Gray, 1832
  - Trictenotoma cindarella Krieschke, 1921
  - Trictenotoma davidi Deyrolle, 1875
  - Trictenotoma formosana (Krieschke, 1919)
  - Trictenotoma grayi Smith, 1851
  - Trictenotoma lansbergei Dohrn, 1882
  - Trictenotoma mniszechi Deyrolle, 1875
  - Trictenotoma mouhoti Deyrolle, 1875
  - Trictenotoma templetonii Westwood, 1848
  - Trictenotoma westwoodi Deyrolle, 1875